# Val-de-Drôme
Val-de-Drôme es una comuna nueva francesa situada en el departamento de Calvados, de la región de Normandía.

## Historia
Fue creada el 1 de enero de 2017, en aplicación de una resolución del prefecto de Calvados de 26 de septiembre de 2016 con la unión de las comunas de Dampierre, La Lande-sur-Drôme, Saint-Jean-des-Essartiers y Sept-Vents, pasando a estar el ayuntamiento en la antigua comuna de Sept-Vents.

## Demografía
| Gráfica de evolución demográfica de Val-de-Drôme entre 1800 y 2014 |
|                                                                    |

Los datos entre 1800 y 2013 son el resultado de sumar los parciales de las cuatro comunas que forman la nueva comuna de Val-de-Drôme, cuyos datos se han cogido de 1800 a 1999, para las comunas de Dampierre, La Lande-sur-Drôme, Saint-Jean-des-Essartiers y Sept-Vents de la página francesa EHESS/Cassini. Los demás datos se han cogido de la página del INSEE.

## Composición
| Comuna delegada           | Código INSEE | Población (2013) | Superficie (km²) | Densidad (hab./km²) |
| ------------------------- | ------------ | ---------------- | ---------------- | ------------------- |
| Dampierre                 | 14217        | 130              | 5.26             | 25                  |
| La Lande-sur-Drôme        | 14350        | 67               | 1.57             | 43                  |
| Saint-Jean-des-Essartiers | 14596        | 212              | 8.27             | 26                  |
| Sept-Vents                | 14672        | 415              | 12.52            | 33                  |